# برهام (رام‌الله)
بُرهام یک روستا در فلسطین است که در استان رام‌الله و البیره واقع شده است. برهام ۱٫۶ کیلومتر مربع مساحت و ۶۱۶ نفر جمعیت دارد.